# Lac de Ganna
Le lac de Ganna (en italien : Lago di Ganna) est un lac de Lombardie, en Italie.